# Anaxagorea angustifolia
Anaxagorea angustifolia Timmerman – gatunek rośliny z rodziny flaszowcowatych (Annonaceae Juss.). Występuje naturalnie w Kolumbii, Wenezueli oraz Brazylii (w stanie Amazonas). 

## Morfologia
PokrójZimozielone drzewo lub krzew dorastające do 7 m wysokości.
LiścieMają eliptyczny kształt. Mierzą 6–16 cm długości oraz 2,5–8,5 cm szerokości. Są lekko owłosione od spodu.
KwiatySą zebrane w pęczkach. Rozwijają się na pniach i gałęziach (kaulifloria). Mają żółtawą barwę.
OwoceMieszki o żółtej lub czerwonej barwie. Osiągają 22–23 mm długości.

## Biologia i ekologia
Rośnie w wiecznie zielonych lasach. Występuje na terenach nizinnych.